# Clithria albersi
Clithria albersi är en skalbaggsart som beskrevs av Ernst Gustav Kraatz 1885. Clithria albersi ingår i släktet Clithria och familjen Cetoniidae. Inga underarter finns listade i Catalogue of Life.